# Stazione di Solignano
Stazione di Solignano vasútállomás Olaszországban, Solignano településen.

## Vasútvonalak
Az állomást az alábbi vasútvonalak érintik:
- Parma–La Spezia-vasútvonal

## Kapcsolódó állomások
A vasútállomáshoz az alábbi állomások vannak a legközelebb:
- Stazione di Fornovo (Stazione di Parma, Parma–La Spezia-vasútvonal)
- stazione di Berceto (Stazione di La Spezia Centrale, Parma–La Spezia-vasútvonal)